# Vrag naj vzame

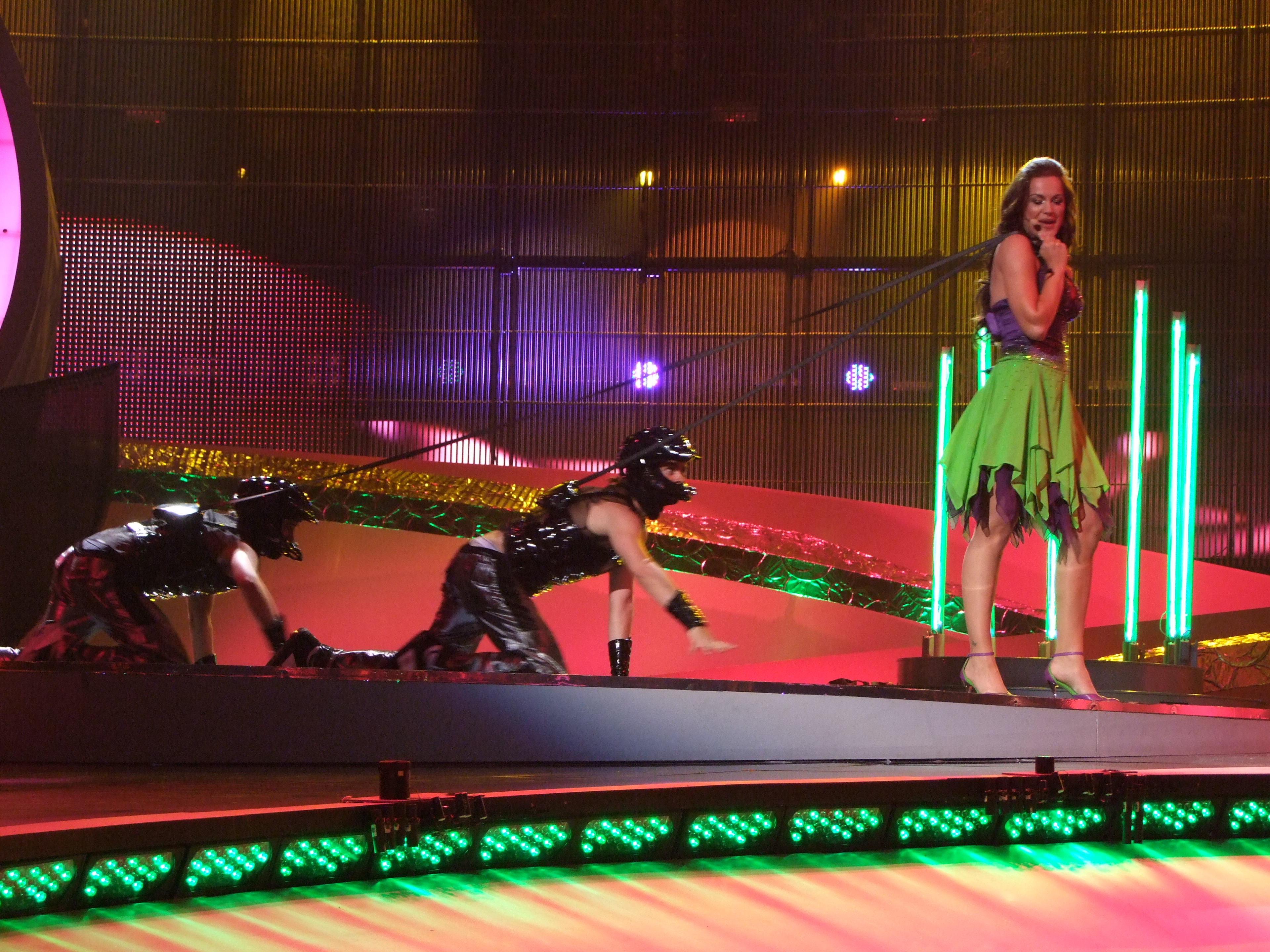
Rebeka Dremelj framför låten "Vrag naj vzame"

Vrag naj vzame, skriven av Josip Miani-Pipi och Igor Amon Mazul, är en låt som vann den slovenska uttagningen till Eurovision Song Contest 2008. Den framfördes av sångerskan Rebeka Dremelj. I Eurovision Song Contest 2008 missade den finalen.